# روبرت س. دونكان
روبرت س. دونكان (بالإنجليزية: Robert C. Duncan)‏ هو فيزيائي وعالم فلك أمريكي، ولد في 2 سبتمبر 1955 في بينساكولا في الولايات المتحدة.